# Ciemna rzeka
Ciemna rzeka – polski film wojenny z 1973 roku na podstawie powieści Jerzego Grzymkowskiego.

## Obsada aktorska
- Maciej Góraj - Zenek Stankiewicz
- Alicja Jachiewicz - Hela, miłość Zenka
- Wanda Neumann - Władka Stankiewicz-Zurych, siostra Zenka
- Ryszarda Hanin - Stankiewiczowa, matka Zenka
- Zygmunt Malanowicz - Janek Zurych, mąż Władki
- Bolesław Płotnicki - Ludwik Stankiewicz, ojciec Zenka
- Franciszek Pieczka - wójt Mateusz
- Ryszard Pietruski - Aleksander, komendant posterunku MO
- Andrzej Jurczak - Benek
- Franciszek Trzeciak - Roman Stankiewicz, brat Zenka, urzędnik gminny
- Marian Wojtczak - Józef Stankiewicz, wuj Zenka
- Zygmunt Wiaderny - podporucznik WP
- Jerzy Aleksander Braszka - milicjant Stelmach

i inni. 

## Fabuła
Wyzwolona Lubelszczyzna. Kaleka Zenek Stankiewicz, walczący w BCh, nie oddał broni. Nie opowiada się ani za władzą ludową, ani za jej przeciwnikami reprezentowanymi przez oddział "Husarza" grasujący w okolicy, składający się z byłych partyzantów. Mimo to uczestniczy w walce przeciw tym ostatnim.